# احمد علي بلوش (عبس)

تعديل مصدري - تعديل

احمد علي بلوش هي إحدى قرى عزلة بني عضابي بمديرية عبس التابعة لمحافظة حجة، بلغ تعداد سكانها 508 نسمة حسب تعداد اليمن لعام 2004.